# Une autre idée du bonheur
Une autre idée du bonheur est le quinzième roman de l'écrivain français Marc Levy. Il est paru le 24 avril 2014 aux éditions Robert Laffont-Versilio.

## Résumé
Philadelphie. Au premier jour du printemps 2010, Agatha sort de prison, mais pas par la grande porte. Après trente ans derrière les barreaux, il ne lui restait que quelques années à faire. Alors pourquoi cette évasion ?

Dans une station-service proche du campus, elle s’invite à bord de la voiture de Milly et l’entraîne dans sa cavale sans rien lui révéler de sa situation.

Dotée d'un irrésistible appétit de vivre, Agatha fait voler en éclats la routine confortable de Milly. Vingt ans les séparent, mais au fil du voyage les deux femmes partagent ces rêves qu’il n’est jamais trop tard pour réaliser et évoquent ces amours qui ne s’éteignent pas.

Cinq jours en voiture à travers les États-Unis… À chaque étape, une rencontre avec un personnage surgi du passé les rapprochera du secret d’Agatha.

## Éditions
Éditions imprimées
- Marc Levy, Une autre idée du bonheur : roman, Paris, Robert Laffont et Versilio, 24 avril 2014, 401 p., 24 cm (ISBN 978-2-221-13573-0, BNF 43851613)Édition originale en grand format.
- Marc Levy, Une autre idée du bonheur, Paris, À vue d'œil, septembre 2014, 472 p., n. c. (ISBN 978-2-84666-891-0)Édition en gros caractères.

Livre audio
- Marc Levy, Une autre idée du bonheur, Paris, Audiolib, 2 juillet 2014 (ISBN 978-2-35641-719-0, BNF 43847986)Narratrice : Odile Cohen ; support : 1 disque compact audio MP3 ; durée : non connue ; référence éditeur : Audiolib 1444443.